# 桑给巴尔大学
桑给巴尔大学（Chuo Kikuu cha Zanzibar）是坦桑尼亚桑给巴尔的首座大学，建立于2002年。本大学是加拿大安大略省的伊斯兰宗教组织伊曼慈善协会设立的私立大学，距桑给巴尔市约19千米，校园面积0.69 km2。